# Tiphaine Renaudin
Pour les articles homonymes, voir Renaudin.
Tiphaine Renaudin, née le 8 juin 1996[Où ?], est une archère française.

## Carrière
Tiphaine Renaudin est sacrée championne d'Europe par équipe en arc à poulies en 2021 à Antalya avec Sophie Dodémont et Lola Grandjean.

## Décoration
- Médaille de la jeunesse, des sports et de l'engagement associatif, argent (2025)[2].